# Partido judicial de Ciudadela
El partido judicial de Ciudadela, también llamado partido judicial n.º 6 de las Islas Baleares, es uno de los 6 partidos judiciales en los que se divide la comunidad autónoma de Islas Baleares. Comprende los municipios de Ciudadela, Ferrerías, el Mercadal y San Cristóbal, todos situados en la isla de Menorca. La cabeza de partido y por tanto sede de las instituciones judiciales es Ciudadela. Cuenta con tres juzgados de Primera Instancia e Instrucción y uno de lo Penal.